# Широкая Курья
Широкая Курья— деревня в Здвинском районе Новосибирской области. Входит в состав Чулымского сельсовета.

## География
Площадь деревни — 29 гектаров.

## История
Деревня была основана в 1820 году переселенцами. Последних привлекла местность: равнина, разнотравье, большое количество воды (в том числе река) и лес.
В первой трети XX века население деревни преимущественно вело сельскохозяйственную деятельность и круглый год занималось рыболовством. Для зимней рыбалки использовались невода длиной примерно 300 метров, которые приходилось вытягивать с помощью лебёдок и лошадей, также немалый доход приносила рыбалка весной во время нереста. В те времена в больших количествах продавалась мороженая рыба (окунь и щука), уловом жители Широкой Курьи торговали в близлежащих населённых пунктах.
В годы Великой Отечественной войны некоторые жители деревни принимали участие в боевых действиях, часть населения трудилась на рыбном заводе в селе Чулым.

## Население
| 2002 | 2007 | 2010 |
| ---- | ---- | ---- |
| 129  | ↘102 | ↘45  |

## Инфраструктура
В деревне по данным на 2007 год функционируют 1 учреждение здравоохранения, 2 образовательных учреждения.